# Ilyarachna calva
Ilyarachna calva är en kräftdjursart som beskrevs av Fedor Aleksandrovich Pasternak 1982. Ilyarachna calva ingår i släktet Ilyarachna och familjen Munnopsidae. Inga underarter finns listade i Catalogue of Life.